# Biritinga (kommun)
Biritinga är en kommun i Brasilien.   Den ligger i delstaten Bahia, i den östra delen av landet, 1 100 km öster om huvudstaden Brasília. Antalet invånare är 14 833.
Följande samhällen finns i Biritinga:
- Biritinga

Omgivningarna runt Biritinga är huvudsakligen savann. Runt Biritinga är det glesbefolkat, med 13 invånare per kvadratkilometer.